# Claus Reitan

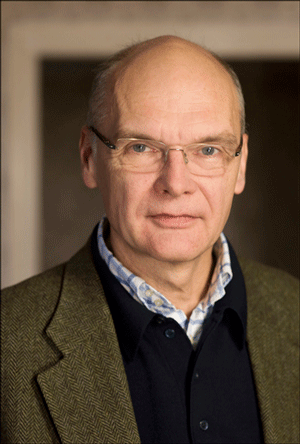
Claus Reitan (2013)

Claus Reitan (* 1. Juli 1954 in Innsbruck) ist ein österreichischer Journalist, Autor, Kolumnist und Moderator. Er war als Chefredakteur tätig, von 1995 bis 2005 bei der Tiroler Tageszeitung, von 2006 bis 2008 bei der Tageszeitung Österreich und von 2008 bis Ende 2012 bei Die Furche. Seit Februar 2021 ist Reitan Chefredakteur des Online-Portals Zur-sache.at. Seine Themengebiete sind Politik, Medien, Österreich und die Europäische Union, Nachhaltigkeit. Er absolvierte 2014/15 das akademische Zertifikatsstudium Nachhaltigkeit & Journalismus an der Leuphana Universität Lüneburg. Seit 2017 ist Reitan Co-Redakteur und Co-Autor des jährlichen Medienhandbuch Österreich des Verband Österreichischer Zeitungen.

## Werdegang
Claus Reitan maturierte 1973 am Werkschulheim Felbertal in Salzburg. Nach dem Einjährig-Freiwilligen-Jahr studierte er an der Universität Innsbruck einige Semester Rechts- und Staatswissenschaften (1. Studienabschnitt). Er belegte Grundkurse und Trainerseminare am Kuratorium für Journalistenausbildung und absolvierte den Betriebswirtschaftslehrgang der St. Galler Business School.
Seine journalistische Laufbahn begann Claus Reitan 1978 bei der Tiroler Tageszeitung in Innsbruck. 1983 wechselte er als Politik-Redakteur in deren Wiener Redaktion. Von 1991 bis 1992 absolvierte Reitan ein Auslandsjahr bei Zeitungen des Axel-Springer-Verlags: Er arbeitete als Gastredakteur beim Hamburger Abendblatt, der Bild, der Welt am Sonntag und der Berliner Morgenpost. 1992 wechselte Reitan als Innenpolitik- und Europa-Redakteur nach Wien in die Gründungsphase von News. Drei Jahre später holte die Tiroler Tageszeitung ihn als Chefredakteur in die Relaunchphase nach Innsbruck zurück. Nachdem er seit 2006 die Redaktion bei der Tageszeitung Österreich geleitet hatte, wechselte er 2008 in gleicher Position zur Wochenzeitung Die Furche. Ende 2012 gab er seine Stelle als dortiger Chefredakteur auf und ist seither freiberuflich und selbstständig als Journalist tätig. Er war von Dezember 2013 bis April 2014 zusätzlich projektbezogen Senior Advisor für Qualitätsjournalismus im Netzwerk der Agentur Milestones in Communication.
Als Chefredakteur der Tiroler Tageszeitung war Reitan mehrfach Interviewer in der ORF-Sendung Pressestunde und 2004 einer der Proponenten des bis 2013 von ihm geleiteten Vereins der Chefredakteure, der den neuen Österreichischen Presserat mitbegründete.
Reitan wirkte in Jurys für die Vergabe von Preisen für Journalisten und für Medienwissenschaftler mit und wurde 1996 mit dem Eduard-Hartmann-Preis ausgezeichnet.
Claus Reitan vertritt die von Josef Riegler initiierte politische Konzeption der Ökosozialen Marktwirtschaft. In seinen Meinungsbeiträgen argumentiert er für eine pro-europäische, republikanisch-demokratische, konservativ-liberale Haltung, für Toleranz, Verständigung, Gerechtigkeit und Nachhaltigkeit.
Ebenfalls ist er Mitglied im Vorstand des Friedrich-Funder-Instituts (Institut für Publizistik, Medienforschung und Journalistenausbildung).
Wegen seiner Tätigkeit in der politischen Kommunikation ab Februar 2021 legte er seine Funktion beim Presserat zurück.

## Anerkennungen
- 2015 wurde Claus Reitan durch den Bundespräsidenten für seine Verdienste als Erwachsenenbildner, Autor und Journalist mit dem Berufstitel Professor ausgezeichnet.[15]

## Moderator und Vortragender
Reitan moderiert Gespräche zu Politik und Wirtschaft, Medien und Journalismus, Integration und Religion; etwa für die Julius Raab Stiftung, für das Hayek-Colloquium 2013 und das Institut der Regionen Europas, von welchem er für seine besonderen Bemühungen, das Thema Regionalismus und Dezentralisierung in sehr profunden Darstellungen zu vermitteln und damit das Verständnis für den Regionalismus zu vertiefen, mit dem IRE-Journalist-Award 2013 ausgezeichnet wurde.

## Lehrbeauftragter
Claus Reitan ist Mitherausgeber der fünften Auflage des von Heinz Pürer entwickelten Handbuches Praktischer Journalismus, (UVK). Reitan war und ist in der Aus- und Fortbildung von Journalisten tätig, unter anderem am Kuratorium für Journalistenausbildung in Salzburg an der Fachhochschule Journalismus in Wien, am Zentrum für Journalismus und Kommunikationsmanagement an der Donau-Universität Krems, an der Universität Innsbruck und am Management Center Innsbruck sowie am Friedrich Funder Institut in Wien. und für Zeitung in der Schule.

## Parteimedien-Diskussion
Am 19. Mai 2021 brachte Claus Reitan eine Privatanklage gegen den Journalisten Florian Klenk nach dem Mediengesetz ein, weil dieser Claus Reitan als Chefredakteur und seine Mitarbeiter des vom ÖVP-Parlamentsklub betriebenen Blogs „Zur Sache“ in einem „Falter-Podcast“ vom 15. April als „hirnbescheuert“ und als „jungen Politruks“ bezeichnet haben soll. Geklagt wurde auf Unterlassung und einstweilige Verfügung. Der Streitwert beläuft sich auf 35.000 Euro. Klenk machte die Angelegenheit auf Twitter publik und löste damit eine Diskussion über Chancen und Gefahren von Parteimedien aus. Am 28. Juni 2021 entschied das Handelsgericht Wien in einer ersten Entscheidung zugunsten Klenk. Am 1. Oktober wurde das Verfahren einvernehmlich beendet. Florian Klenk erklärte, dass er mit dem Vorwurf „hirnbescheuert“ nicht die Person von Claus Reitan gemeint hat und diesen weder persönlich beleidigen noch dessen Integrität infrage stellen wollte. Beide Journalisten sind sich darin einig, dass Kritik an journalistischen Ergebnissen und journalistischen Methoden jederzeit erhoben werden kann und zulässig sein muss, jedoch ohne persönliche Verunglimpfungen auskommen soll.

## Bücher
- 2016: Die neuen Völkerwanderungen – Ursachen der Migration, Verlag Edition Steinbauer, Wien, ISBN  978-3-902494-76-4.[28]
- 2015: Franz Schausberger. Politiker – Historiker – Europäer. Biografische Annäherung an einen Vielseitigen, Böhlau Verlag, Salzburg, ISBN 978-3-205-79653-4.[29]
- 2014: Gesellschaft im Wandel: Perspektivenwechsel für Österreich, Verlag Edition Steinbauer, Wien, ISBN 978-3-902494-70-2.[30]

## Buchbeiträge

### Zu Medien
- Medienökonomie und Wirtschaft, in: Medienhandbuch Österreich 2022, Studienverlag, Innsbruck-Wien-Bozen, ISBN 978-3-7065-6268-3.[31]
- Medienökonomie und Werbewirtschaft, in: Medienhandbuch Österreich 2021, Studienverlag, Innsbruck-Wien-Bozen, ISBN 978-3-7065-6174-7.[32]
- Mediengeschichte der Zweiten Republik – Meilensteine, Titel und Unternehmen; Medienökonomie und Werbemarkt, in: Medienhandbuch Österreich 2020, Studienverlag, Innsbruck-Wien-Bozen, ISBN 978-3-7065-6072-6.[33]
- Medien für Europa; Werbejahr 2018/2019; Medienförderung in Österreich; Fernseh- und Hörfunkgebühr; Steuern und Erlöse, in: Medienhandbuch Österreich 2019, Studienverlag, Innsbruck-Wien-Bozen, ISBN 978-3-7065-4705-5.[34]
- Medienkompetenz; Medienförderung in Österreich; Fernseh- und Hörfunkgebühr; Steuern und Erlöse, in: Medienhandbuch Österreich 2018, Verlag Cernin, Wien, ISBN 978-3-7076-0654-6.[35]
- Zum Medienbegriff; Medienförderung in Österreich, in: Medienhandbuch Österreich 2017, Verlag Cernin, Wien, ISBN  978-3-7076-0623-2.[36]

### Zum Journalismus
- Moral – eine gute Investition; in: Kaltenbrunner, Karmasin, Kraus, Daniela (Hg.): Der Journalisten-Report IV – Medienmanagement in Österreich; facultas.wuv, Wien, 2013; ISBN 978-3-7089-0837-3
- Man muss dem Volk auf's Maul schauen, aber nicht nach dem Mund schreiben. Transparenz und Partizipation sind die Schlagwörter des modernen Journalismus; in: Hüffel, Rohrer: Selbstbestimmt oder Fremdbestimmt? Über die Entstehung der Inhalte in Massenmedien. Holzhausen, Wien, 2013; ISBN 978-3-902868-78-7
- Wozu Professionalität in den Medien? Wozu Ethik in den Medien?; in: MEHR-WERT Public Value Bericht des Verbandes Österreichischer Zeitungen, Wien, 2012
- Medienethik – Der Preis der Freiheit; in: Anderwald, Filzmaier, Hren: Kärntner Jahrbuch für Politik 2012; ISBN 978-3-7086-0720-7
- Es ist ein Beruf – It's a profession, stupid; in: Springer, Raabe, Haas, Eichhorn (Hg.): Medien und Journalismus im 21. Jahrhundert; Festschrift für Heinz Pürer; UVK, München-Konstanz, 2012; ISBN 978-3-86764-410-5
- Zukunft des Journalismus, in: Turnheim (Hg.): Breaking News im Web 2.0 – Wozu wir Journalismus brauchen; Molden Verlag, Wien, 2007; ISBN 978-3-85485-214-8

### Zur Politik
- Ein Dutzend an Jahren für die Jugend und für die Verständigung in Europa; in: Köhler, Mertens, Wieser (Hg.): Einheit in Vielfalt – Erhard Buseks Welten; Wien, 2023; ISBN 978-3-99029-579-3[37]
- Vom Anfang einer neuen Zeitrechnung und dem Ende der Ausreden. Zum Projekt einer an Nachhaltigkeit orientierten Republik und Wirtschaft; in: Thomas Walter Köhler / Christian Mertens: Jahrbuch für Politische Beratung 2019/2020; Wien, 2020; ISBN 978-3-902838-43-8[38]
- Morgennachrichten aus der Dritten Republik: Ein Blick auf den Nationalfeiertag 2030; in Thomas Köhler / Christian Mertens (Hg.): Manifest – Zu Österreichs Dritter Republik; Wien, 2017; ISBN 978-3-902838-30-8[39]
- Wohin treibt uns die Schwungmasse der Transformation?; in: Judith Fritz, Nino Tomaschek (Hg.): Gesellschaft im Wandel – Gesellschaftliche, wirtschaftliche und ökologische Perspektiven; Wien, 2016; ISBN 978-3-8309-3465-3[40]
- Kant 2.0 – Lerne, dich deines Verstandes ohne Anleitung aus dem Internet zu bedienen; in: Markus Gull und Harald Mahrer (Hg.): Neue Aufklärung. Wir sind dafür; Wien, 2016; ISBN 978-3-9504138-5-4[41]
- Paradigmenwechsel 2000 – Zum Ende der Großen Koalition und zum Neubeginn durch eine kleine Koalition; in: Khol, Ofner, Burker-Dottolo, Karner; Österreichisches Jahrbuch für Politik, Wien, 1999; ISBN 3-7028-0373-4
- Was muss sich ändern, was soll bleiben, wie es ist?; in: Khol, Ofner, Stirnemann: Österreichisches Jahrbuch für Politik, Wien, 1998; ISBN 3-7028-0362-9
- Der Kampf um die wahre Heimat; in: Kriechbaumer: Österreichische Nationalgeschichte, Band I, Böhlau, Wien, 1998; ISBN 3-205-98909-0